# 산마텡가현

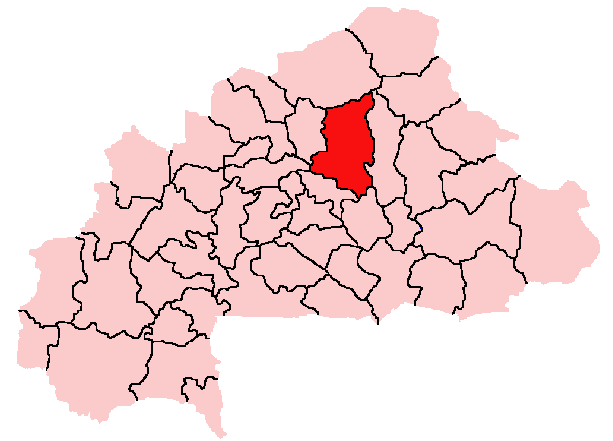
산마텡가현의 위치

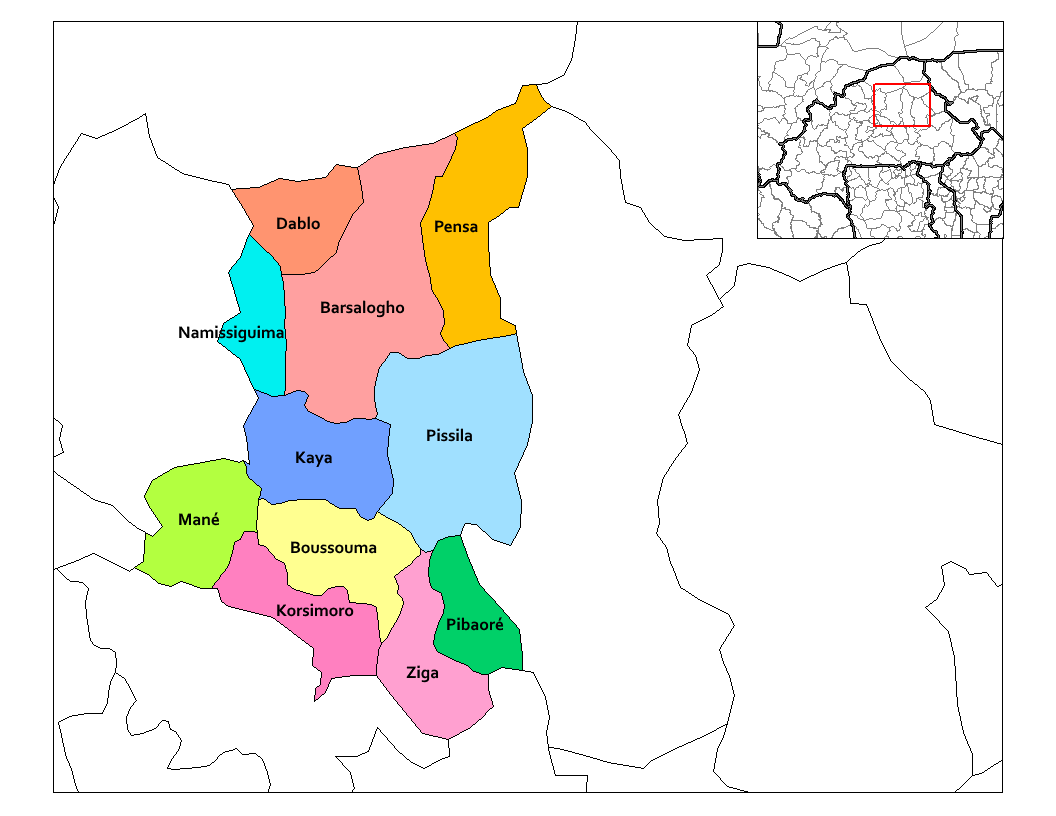
산마텡가현의 행정 구역

산마텡가현(프랑스어: Sanmatenga)은 부르키나파소 중북부주에 위치한 현으로, 현도는 카야이며 면적은 9,281km2, 인구는 598,232명(2006년 기준)이다. 10개 군(바르살로고군, 부수마군, 다블로군, 카야군, 코르시모로군, 망군, 나미시기마군, 펜사군, 피바오레군, 피실라군, 지가군)을 관할한다.

## 같이 보기
- 부르키나파소의 주
- 부르키나파소의 현